# 卡罗西诺
卡罗西诺（義大利語：Carosino），是意大利塔兰托省的一个市镇。总面积10平方公里，人口6659人，人口密度665.9人/平方公里（2009年）。ISTAT代码为073002。